# Horekawank
Horekawank (armenisch Հոռեկա վանք Horeka wank) ist ein armenisches Kloster in der Provinz Martakert der de facto unabhängigen, aber de jure zu Aserbaidschan gehörigen Republik Bergkarabach. Es existieren auch alternative Namensformen wie Glkho oder Urekawank.
Horekawank liegt etwas abgelegen in einer stark bewaldeten Gebirgslandschaft, 5 km südwestlich des Dorfes Talisch, unmittelbar an der Waffenstillstandslinie.
Als Baubeginn des Klosters wird das 4. bis 5. Jahrhundert angenommen. Der ursprüngliche Name des Klosters war Glkho. Der Name Horekawank entstand erst später aufgrund der unmittelbaren Nachbarschaft zum heute nicht mehr existierenden Dorf Urekan. Generell war das Umland des Klosters in früherer Zeit dicht besiedelt, worauf die Reste zahlreicher Gebäude hinweisen.
Horekawank wurde mehrmals zerstört und wieder aufgebaut. Größere Baumaßnahmen wurden im 13. Jahrhundert durchgeführt. Die ältesten erhaltenen Gebäude des Klosters stammen ebenfalls aus dieser Zeit. Der Kirchturm wurde zwischen dem 18. und 19. Jahrhundert errichtet. Im Osten des Klosters befindet sich der Friedhof der Familie Beglarjan, welche zwischen dem 17. und 19. Jahrhundert die Meliks von Golestan stellten.